# Griffith Park
Pour les articles homonymes, voir Griffith.
Griffith Park est un parc américain situé à Los Angeles, dans l'État de Californie.

## Origine
En 1896, Griffith J. Griffith, immigrant gallois qui fait fortune et s'installe à cet endroit au Nord de Los Angeles, fait un don aux autorités. Se souvenant qu'il arrive pauvre aux États-Unis, il met une condition à son legs : que ses terres deviennent un lieu de loisir et de repos public.

### Ferme d'autruches
Griffith J. Griffith a acheté ce lieu en 1882 pour en faire une ferme d'autruches. Lorsqu'il a gagné suffisamment d'argent, Griffith décide d'offrir 1 220 hectares du parc à la ville de Los Angeles le 16 décembre 1896,.
En 1903, Griffith se retrouve en prison à la suite d'une agression avec arme à feu sur sa femme. À sa sortie de prison, il voulut faire des aménagements dans ce parc en créant un amphithéâtre, un observatoire et un planétarium mais en raison de sa condamnation qui a choqué les habitants de Los Angeles, la ville de Los Angeles a décidé de refuser son argent.

### Aérodrome de Griffith Park

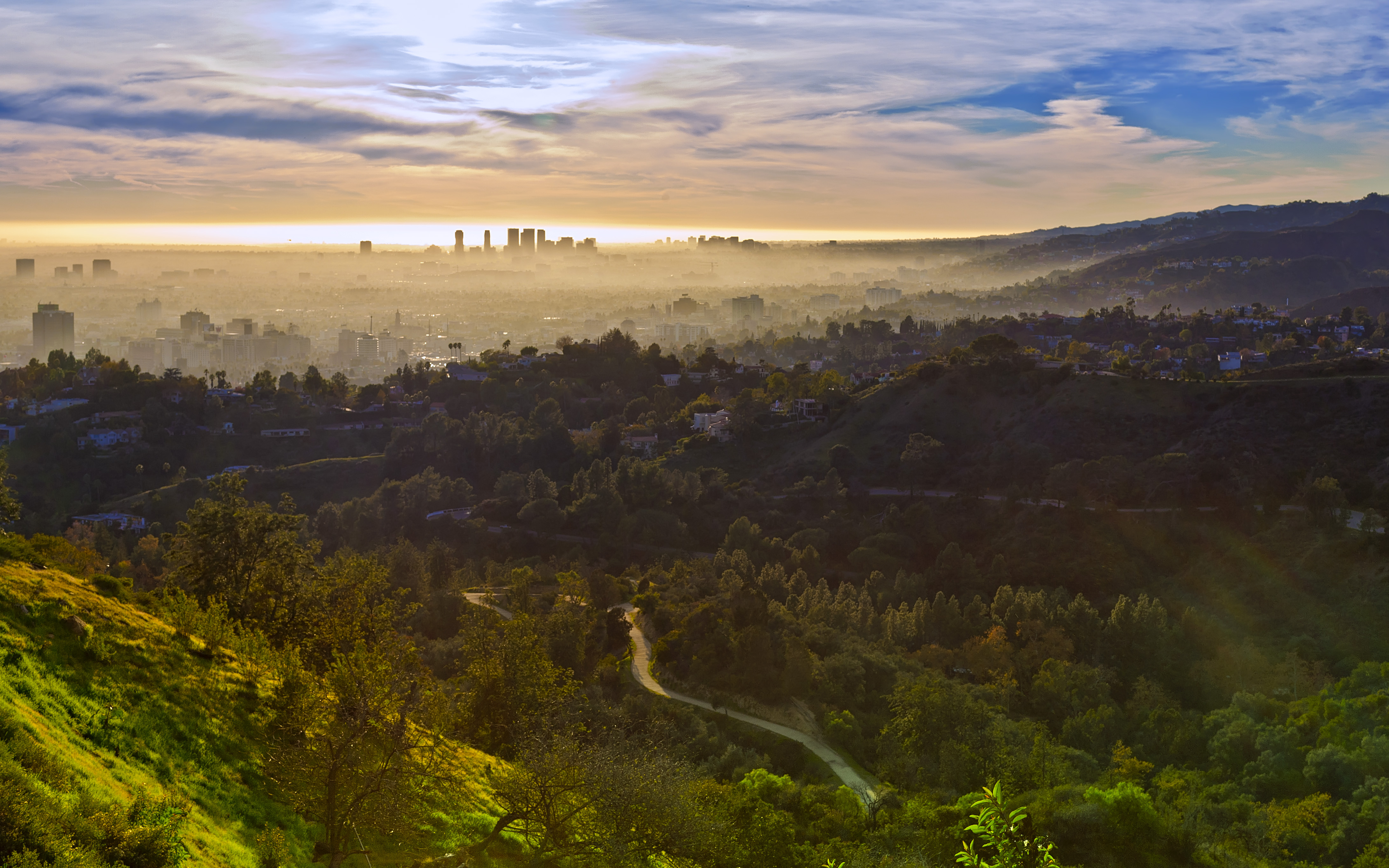
Vue sur Los Angeles depuis Griffith Park.

En 1912, Griffith décide de construire un aérodrome le long de la rivière. Cette construction a fini par attirer de nombreux aviateurs très célèbres de l'époque comme Glenn Luther Martin, puis l'aérodrome a été mis au service de la Garde nationale jusqu'en 1939.
Aujourd'hui, ce site est occupé par le zoo de Los Angeles, le parking, le Gene Autry Western Heritage Museum, des terrains de football, et l'autoroute entre la Golden State Freeway et la Ventura Freeway.

### Expansion du parc

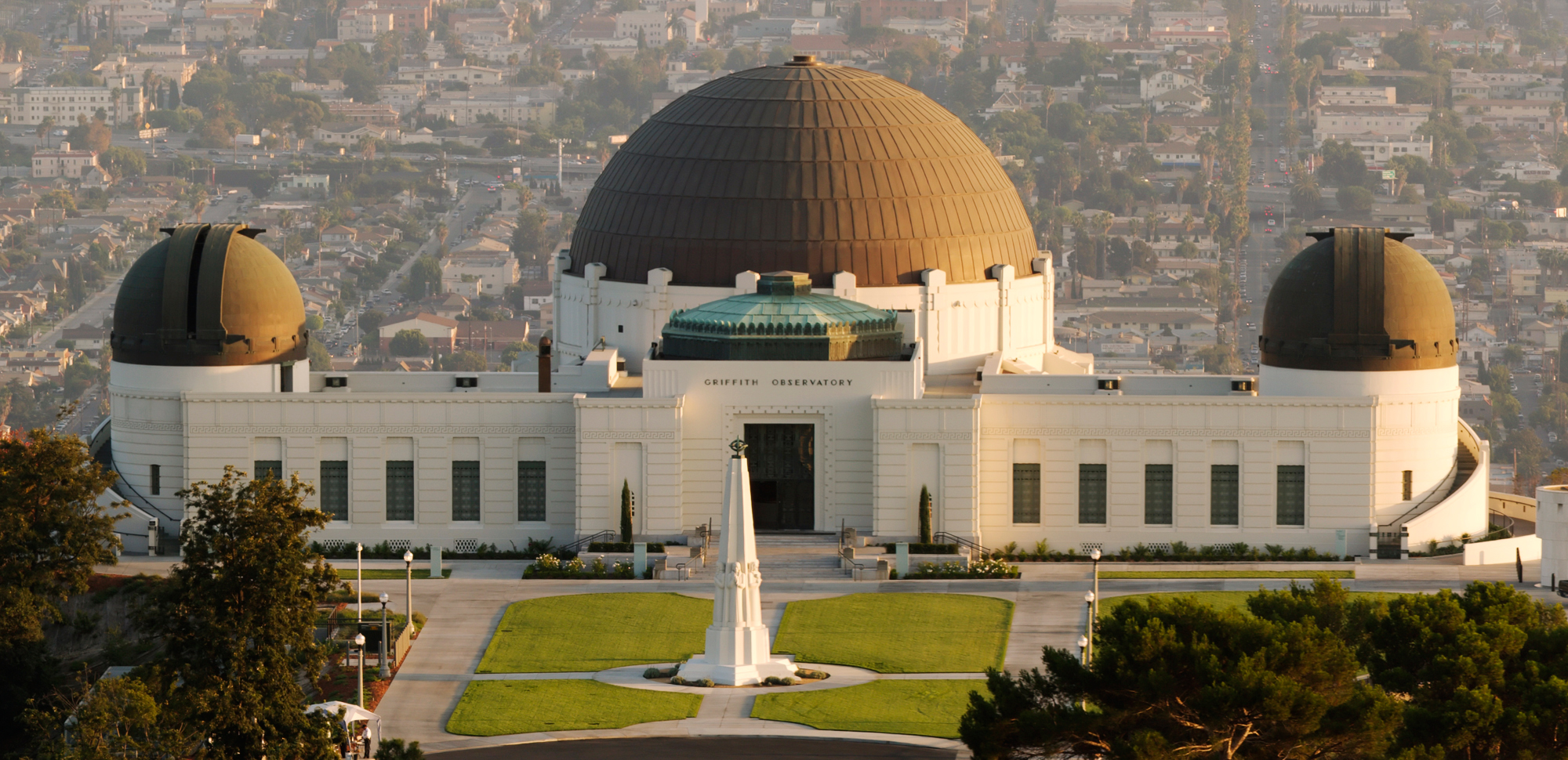
Observatoire Griffith vue depuis le parc.

Griffith a créé une cagnotte afin d'obtenir l'argent nécessaire pour faire des améliorations et après sa mort en 1919, la ville a commencé à construire ce que Griffith avait voulu, c'est-à-dire l'amphithéâtre qui a s'appelle Greek Theatre qui s'est achevée en 1930 et l'Observatoire Griffith qui est achevé en 1935. Puis le parc a été agrandi tandis que dans les environs, il a été décidé de construire de nouvelles résidences,.

### Seconde guerre mondiale
Après le bombardement de Pearl Harbor, le camp du Civilian Conservation Corps situé dans Griffith Park a été converti en centre de rétention pour y enfermer les américains d'origine japonaise arrêtés comme « ennemis » avant d'être transférés vers de véritables prisons.
Le centre de rétention de Griffith Park a ouvert presque immédiatement après l'attaque de Pearl Harbor, accueillant 35 immigrants japonais soupçonnés d'activités illégales ou à risque, car ils vivaient et travaillaient à proximité d'installations militaires. Le 14 juillet 1942, le camp de détention est devenu un centre de traitement des prisonniers de guerre pour les allemands, les prisonniers de guerre italiens et japonais. Le centre ferme le 3 août 1943 pour devenir une installation militaire et un laboratoire expérimental voit le jour jusqu'à la fin de la guerre.

## Présentation
Le lieu se compose de hautes collines, de canyons, de bois, de sentiers de randonnée et de jogging, de pistes cyclables et d'équitation etc. Le point culminant est le Mont Hollywood, haut de 540 m. De nombreux endroits demeurent encore très sauvages. On y trouve les ruines de l'ancien Griffith Park Zoo (en), ainsi que l'actuel zoo de Los Angeles, un observatoire astronomique et des musées, parmi lesquels le Gene Autry Western Heritage Museum, le musée de la locomotive, etc. C'est enfin sur le Mont Lee que se situe le fameux panneau Hollywood, emblématique d'Hollywood.
Toutefois bien que plus grand que Central Park, il n'est pas situé dans le centre-ville mais dans la grande banlieue de Los Angeles. De plus il n'a pas été en totalité aménagé et de nombreuses zones sont restées encore totalement naturelles.

## Faune
Le parc est le lieu d'habitat de pumas,,,, de crotales et de coyotes.

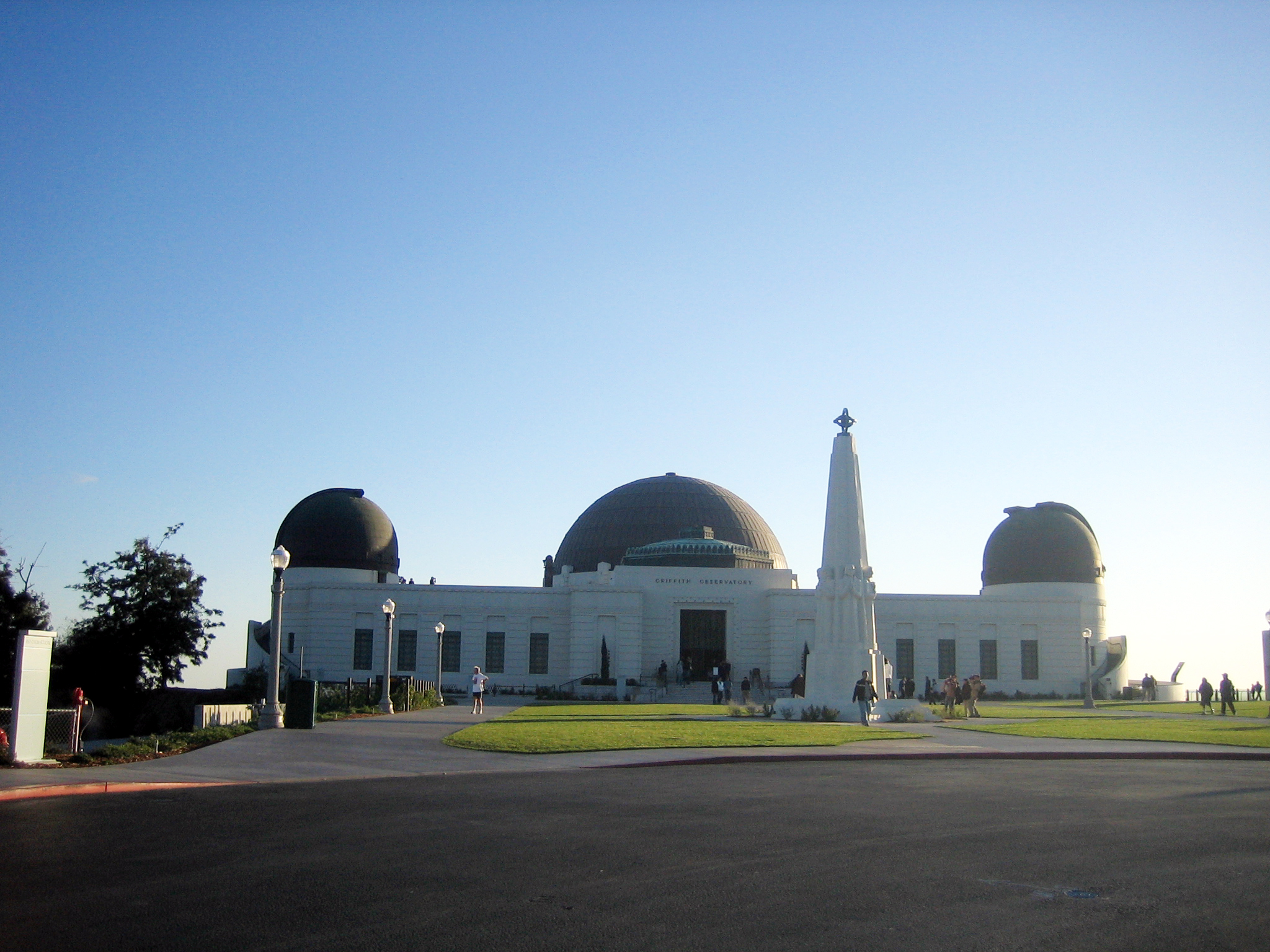
L'observatoire Griffith.
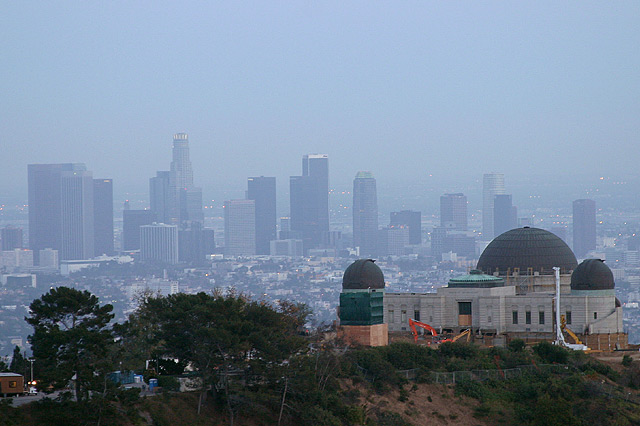
L'observatoire Griffith et Downtown L.A..
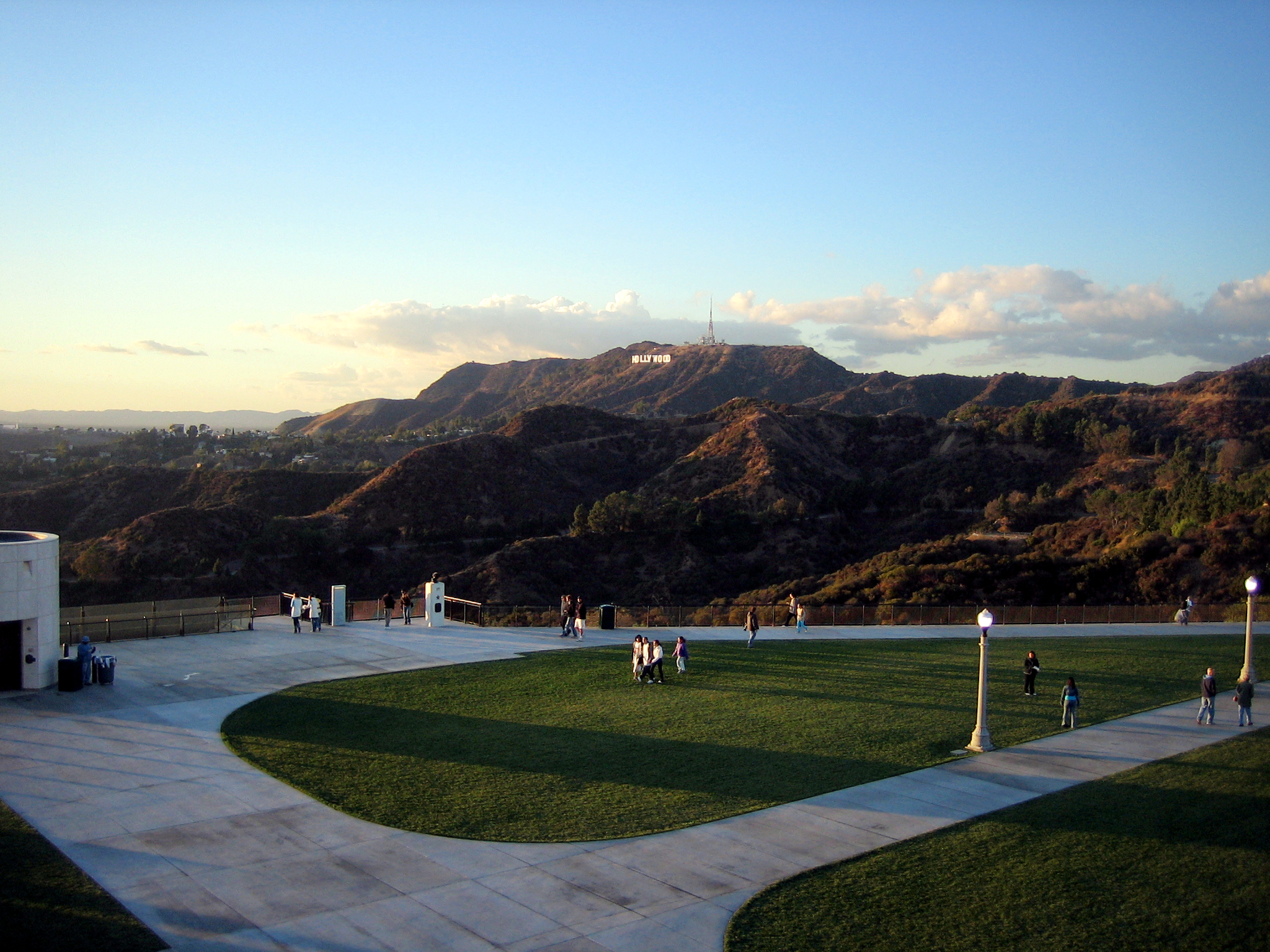
Le mont Lee et le panneau Hollywood vus depuis l'observatoire.
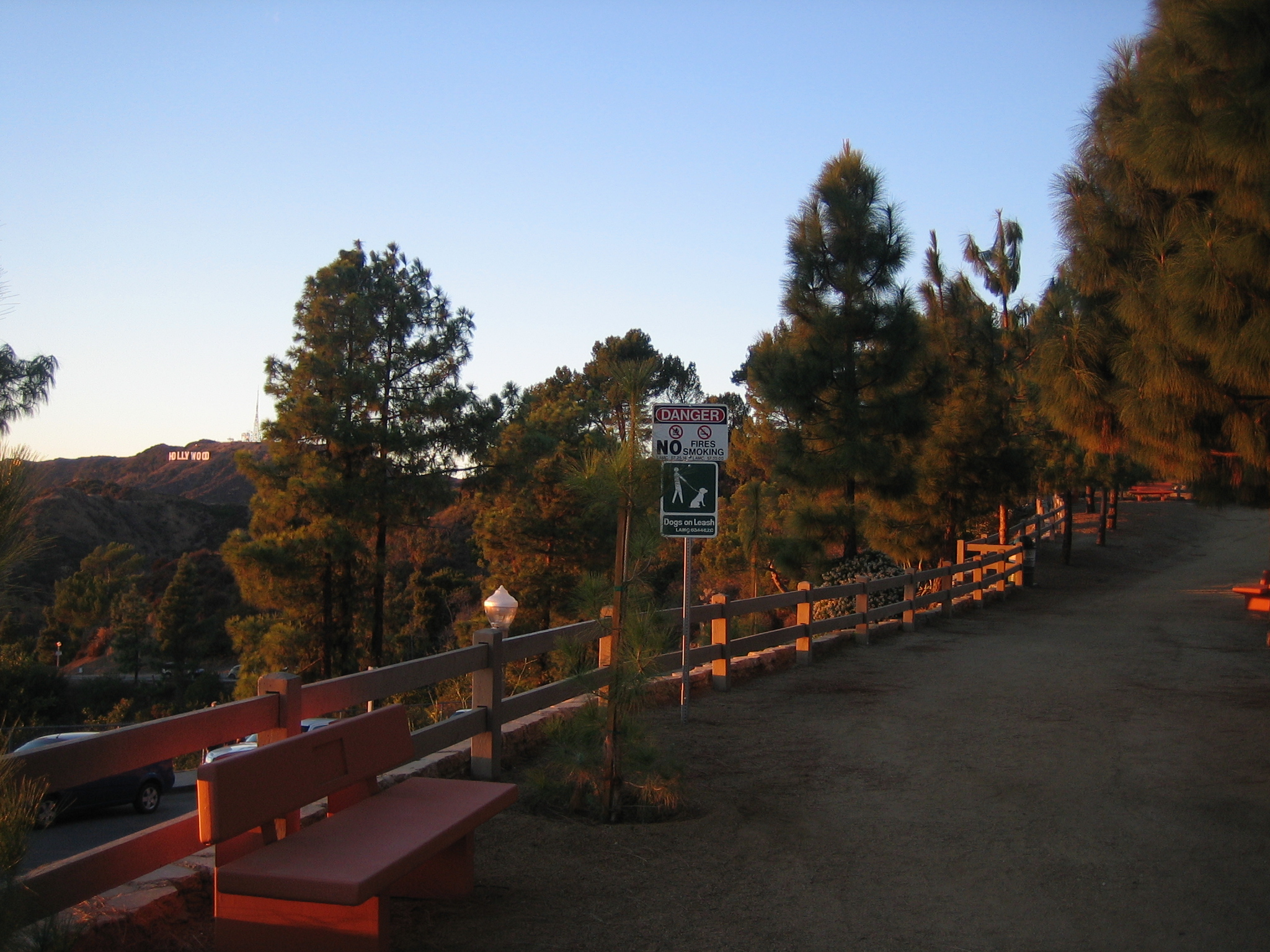
Point de départ de randonnée.
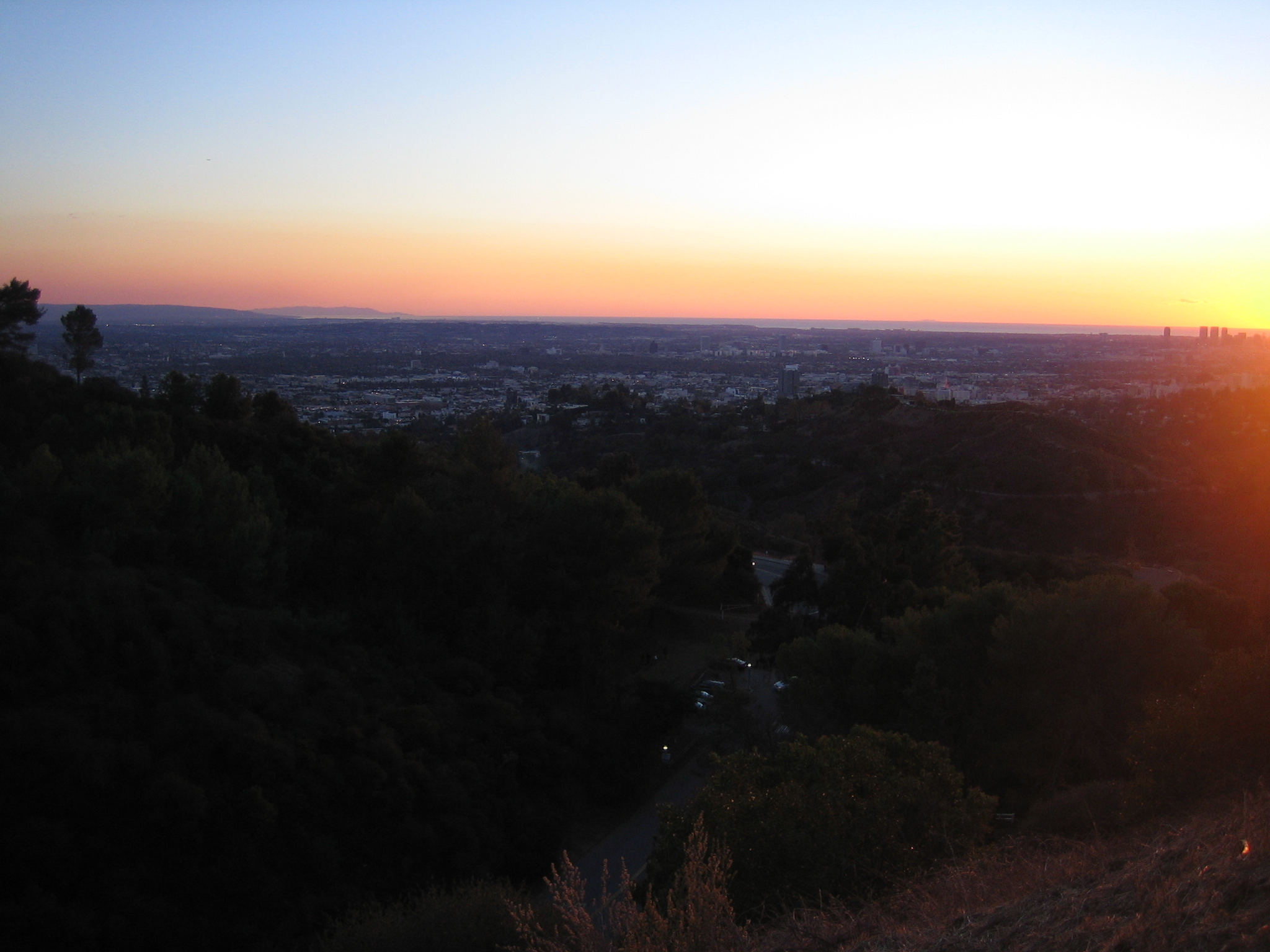
Coucher de soleil sur Los Angeles.
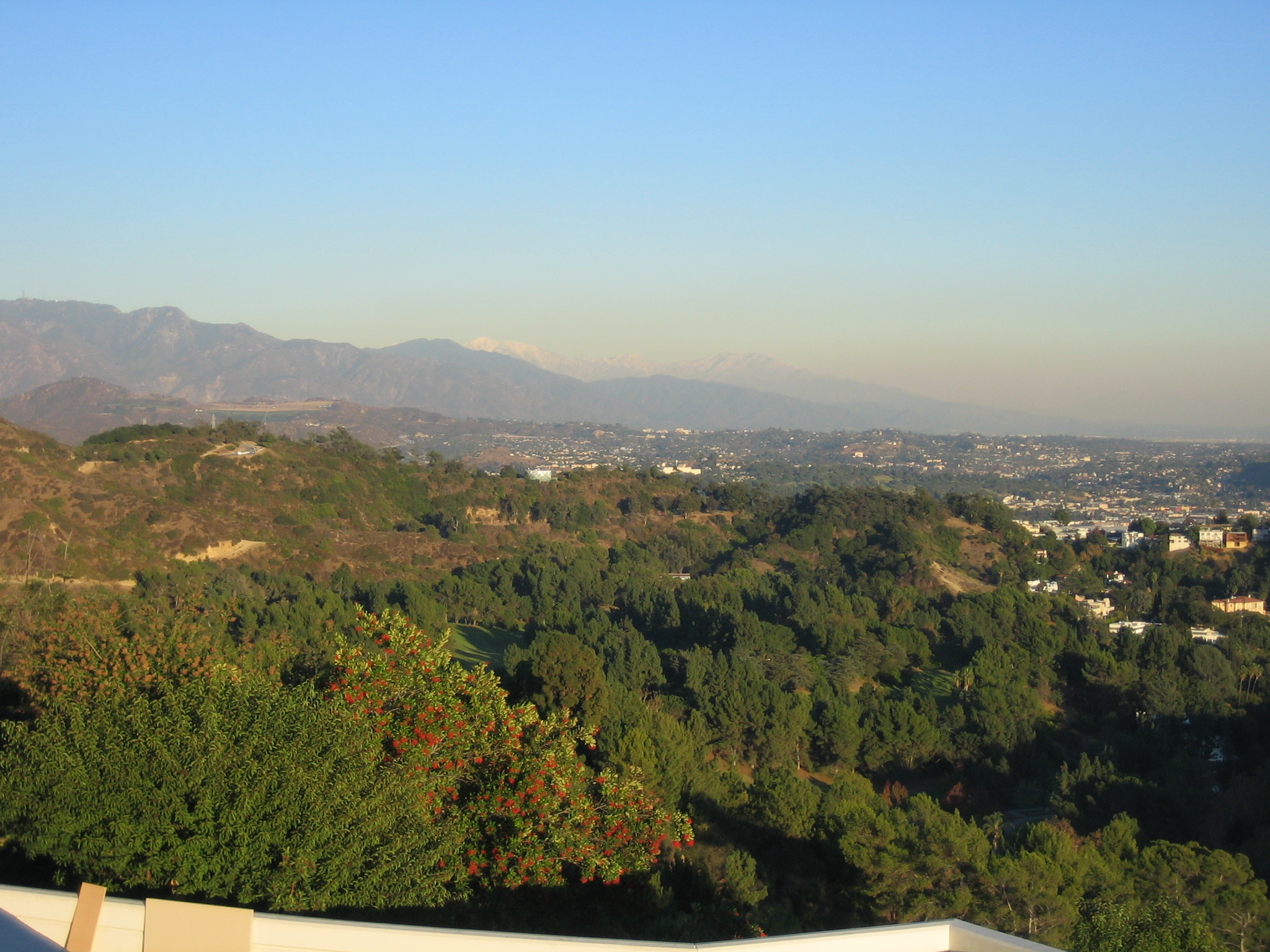
Griffith Park vu depuis l'observatoire Griffith en direction du sud-est.
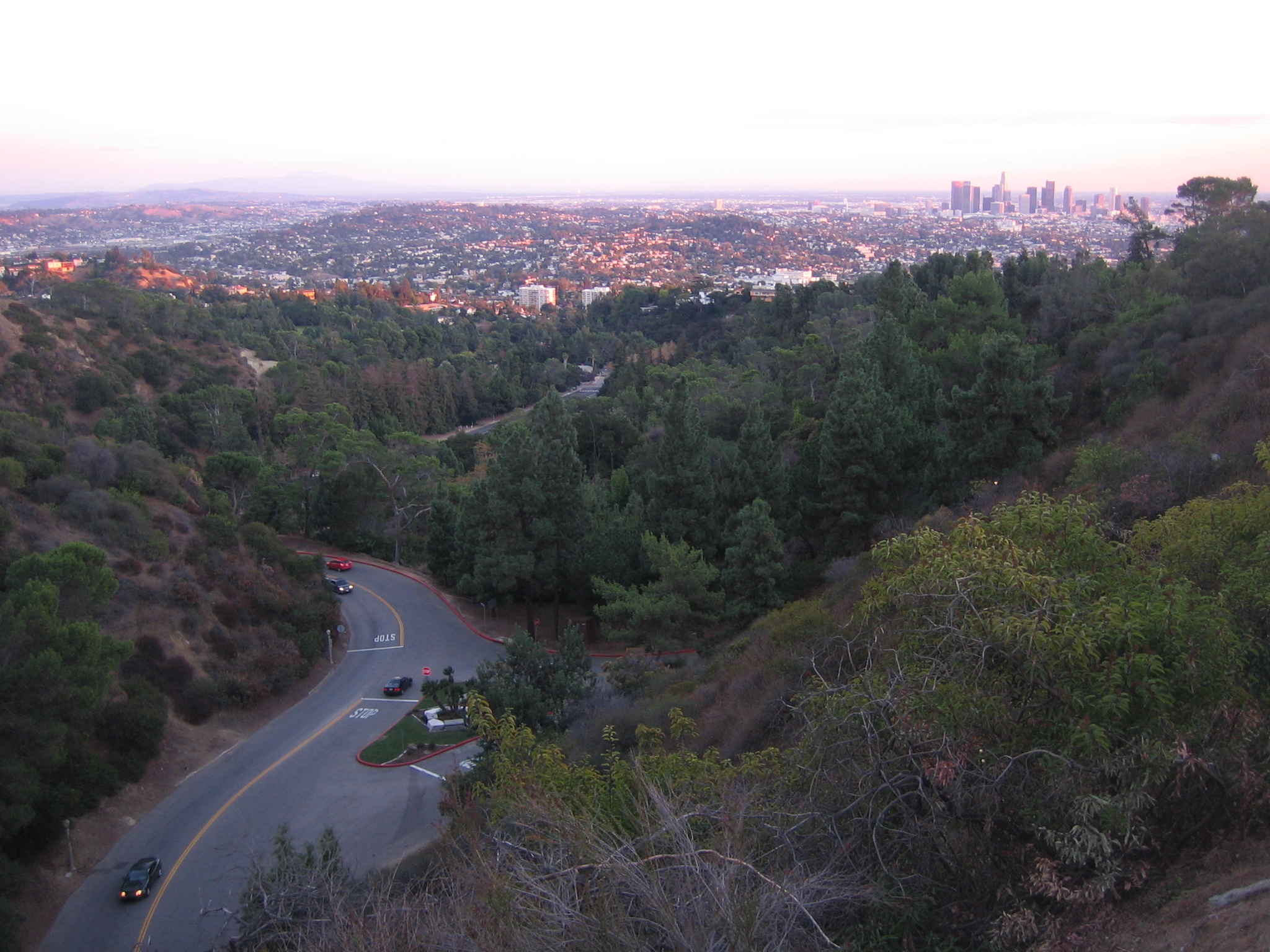
Downtown Los Angeles depuis Griffith Park.